# 紋黃蝶
紋黃蝶（學名：Colias erate），又名斑緣點粉蝶、黃紋蝶、黃紋粉蝶、斑緣豆粉蝶、紋黃粉蝶。是一種屬於粉蝶科的蝴蝶物種。分布範圍從東南歐、經由土耳其橫跨中亞，一直到日本與臺灣。往南延伸則達至索馬利亞與衣索比亞。此物種最早由奧伊根尼烏斯·約翰·克里斯多夫·艾斯珀於1805年所描述。

## 描述
本種為中小型粉蝶。雄蝶頭部具毛，前額黃色，背部粉紅，觸角覆粉紅色鱗片，口器黑褐，下唇鬚前伸，黃底粉紅端。胸背披白毛，腹面黃，腹部與足覆黃與粉紅鱗。
前翅長23-30 mm，呈翅三角形，前緣略凸，後緣直。翅背面底色黃色，前翅外緣有明顯黑褐色邊及窗格狀小紋，中室末端有黑斑；後翅外緣有黑褐斑列，中室末端具橙黃色斑。翅腹面多為橙黃色，前翅有列狀黑褐斑與中室黑斑；後翅有銀斑及弧形紅褐點列，中室末端另有兩枚白斑。
雌蝶翅紋與雄蝶相似，分為黃色型與白色型，白色型翅底與身體皆呈白色。

## 分佈
台灣分布於本島低至高海拔，包括離島。

## 棲地
這些蝴蝶棲息在草原環境，一年多代。成蝶活躍於開闊草地、森林邊緣及荒地，飛行快速且喜愛訪花。幼蟲以豆科植物如白花三葉草、天藍苜蓿、草木樨和印度草木樨為食。

## 亞種
- C. e. erate（分布於烏克蘭、土耳其、黎巴嫩、保加利亞、羅馬尼亞、北馬其頓、希臘、匈牙利、奧地利、土庫曼、哈薩克、吉爾吉斯、烏茲別克、塔吉克、阿富汗）
- C. e. amdensis Verity, 1911（中國：青海、甘肅、四川）
- C. e. marnoana Rogenhofer, 1884（蘇丹、衣索比亞、西南阿拉伯地區）
- C. e. sinensis Verity, 1911（滿洲、北韓）
- C. e. formosana Shirôzu, 1955（臺灣）
- C. e. lativitta Moore, 1882（尼泊爾、印度北部）
- C. e. poliographus Motschulsky, 1860（蒙古、日本、阿穆爾、烏蘇里江、庫頁島、天山）
- C. e. tomarias Bryk, 1942（千島群島）
- C. e. naukratis Fruhstorfer, 1909（阿爾泰、南西伯利亞、外貝加爾地區）
- C. e. nilagiriensis C. & R. Felder, 1859（印度南部）

## 圖片

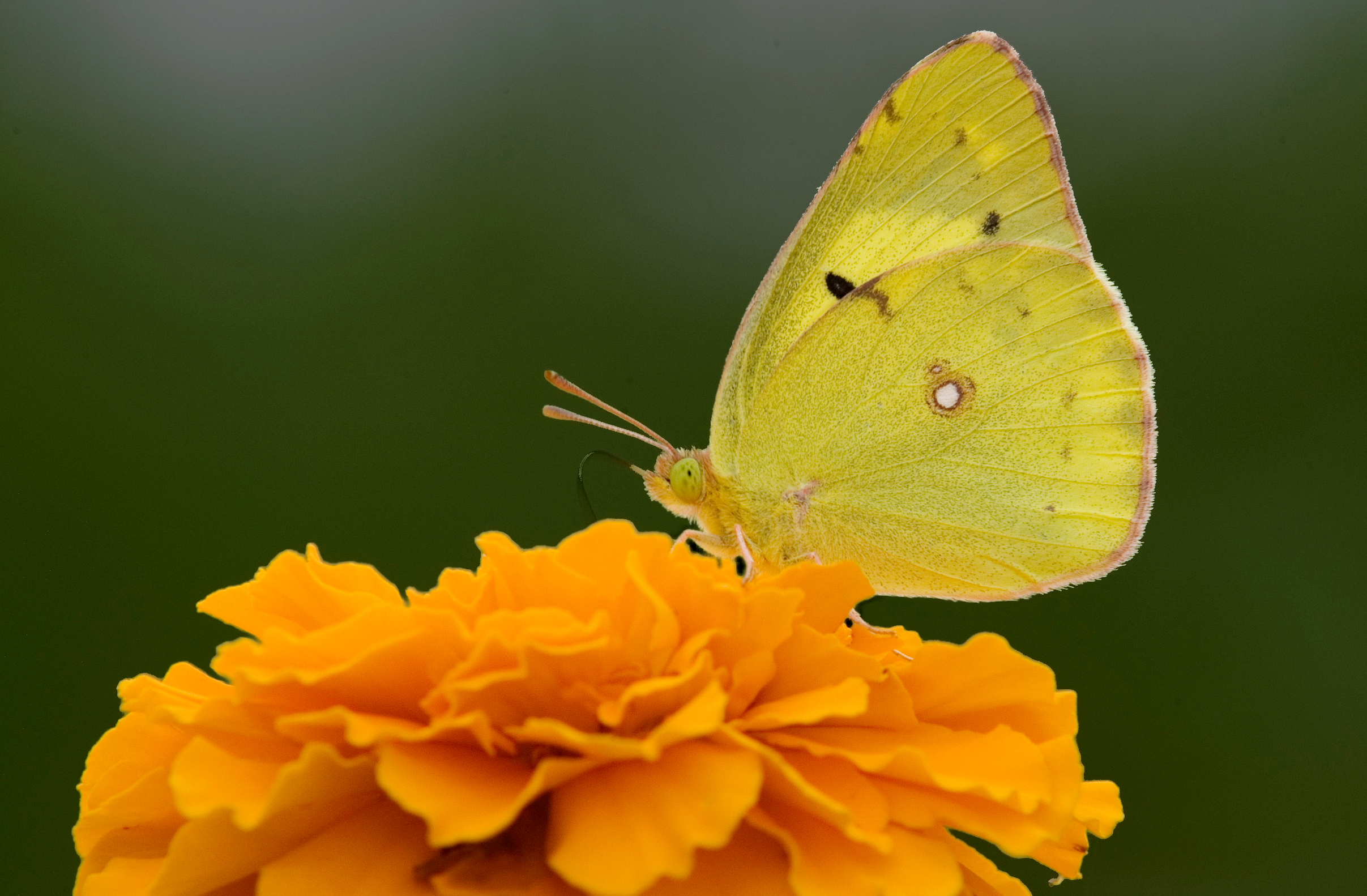
C. e. poliographus
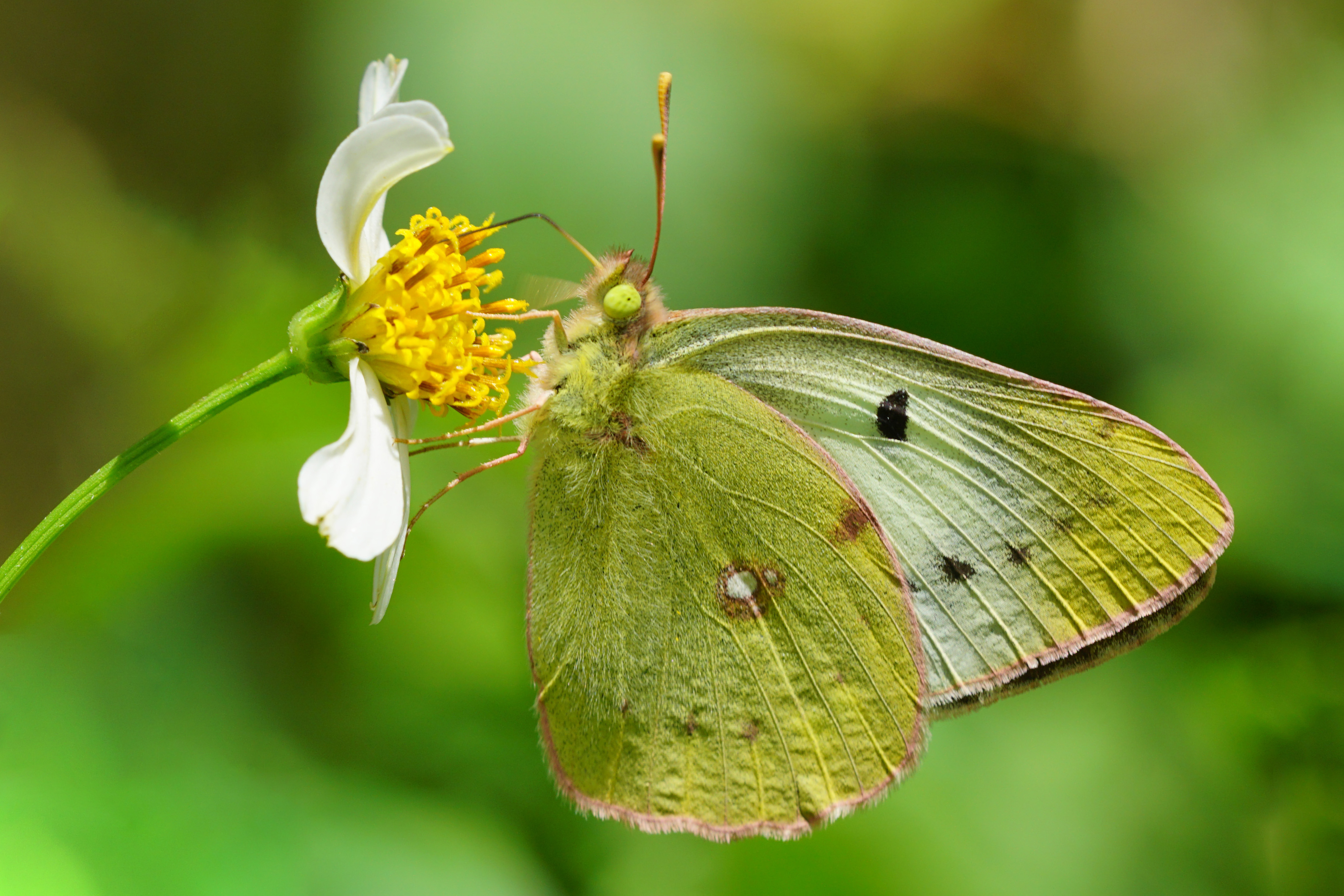
Colias erate formosana, 雌, 台灣